# /dev/full
Em Linux, /dev/full, ou o dispositivo sempre cheio é um arquivo especial que sempre retorna o mesmo código de erro ao ser acessado para escrita: ENOSPC (o que quer dizer "Não há espaço disponível no dispositivo"), e provê um número infinito de caracteres nulos (NULL) a qualquer processo que o acesse para leitura (similarmente ao dispositivo /dev/zero). Este dispositivo é comumente utilizado ao testar o comportamento de um programa ao encontrar um erro devido a um disco de memória cheio.
```
 
$
 
echo
 
"Hello world"
 
>
 
/dev/full

 
bash:
 
echo:
 
write
 
error:
 
No
 
space
 
left
 
on
 
device

```